# Hartland Snyder
Hartland Sweet Snyder (Salt Lake City, 1913 — 1962) foi um físico estadunidense.
Em colaboração com Robert Oppenheimer calculou em 1939 o colapso gravitacional de uma esfera fluida homogênea livre de pressão, concluindo que ela não pode comunicar-se com o resto do universo.
Em 1955 apostou com Maurice Goldhaber que o antipróton existe, e ganhou a aposta.
Algumas de suas publicações em parceria com Ernest Courant forneceram os fundamentos para o campo da física de aceleradores. Em particular, Hartland com Courant e Milton Stanley Livingston desenvolveram o princípio da focalização forte, que tornou possível os modernos aceleradores de partículas.
De 1940 a 1947 trabalhou na Universidade Northwestern, e de 1947 até sua morte em 1962 no Laboratório Nacional de Brookhaven.